# React
React (ook wel React.js of ReactJS genoemd) is een Javascriptbibliotheek om gebruikersinterfaces mee te bouwen.
React werd in 2011 door Meta (moederbedrijf van Facebook, WhatsApp en Instagram) ontwikkeld vanuit de behoefte om de code van grote webapplicaties beter beheersbaar te maken. Het was in eerste instantie een intern project en werd gebruikt voor het Facebook- en Instagramplatform. In 2013 introduceerde Meta React aan het publiek en maakte er een opensourceproject van. Sindsdien groeit het gebruik van React en wordt de bibliotheek door meer dan één miljoen websites gebruikt, waaronder grote namen als Netflix en Uber. React wordt op GitHub onderhouden door Meta en een community van individuele ontwikkelaars en bedrijven.